# Giuseppe Menghetti
Giuseppe Menghetti detto Giuseppetto (Empoli, 16 maggio 1784 – Empoli, 25 febbraio 1806) è stato un fantino italiano.
Giuseppetto morì a soli ventuno anni, per cause rimaste sconosciute. In cinque Palii disputati a Siena riuscì a vincere una volta: il 20 agosto 1804 per la Contrada della Tartuca, in occasione del Palio straordinario corso per desiderio della Regina d'Etruria Maria Luisa.
Nel suo unico Palio vinto dimostrò particolare destrezza, riuscendo a rimontare a cavallo dopo una caduta alla prima curva del Casato.
Giuseppetto faceva parte di una estesa famiglia di fantini. Era infatti figlio di Angiolo Menghetti detto Biancalana (5 Palii e nessuna vittoria); nipote di Luigi Menghetti detto Piaccina (66 Palii e 8 vittorie); cugino di Francesco Giuseppe Bini detto Ciccina (21 Palii e 4 vittorie), nonché di Gregorio Bini detto Belgrado e di Geremia Menghetti detto Figlio di Piaccina (questi ultimi due mai vincitori al Palio di Siena).

## Presenze al Palio di Siena
Le vittorie sono evidenziate ed indicate in neretto.
| Palio          | Contrada     | Cavallo                      |
| -------------- | ------------ | ---------------------------- |
| 16 agosto 1802 | Oca          | Baio di A. Morichelli        |
| 2 luglio 1804  | Lupa         | Morello di P. Ricci (scosso) |
| 16 agosto 1804 | Valdimontone | Sauro di B. Ricci            |
| 20 agosto 1804 | Tartuca      | Sauro di B. Ricci            |
| 16 agosto 1805 | Torre        | Morello di L. Sani           |